# História do futebol de São Paulo
A História do futebol paulista começa realmente com o início do Campeonato Paulista de Futebol, em 1902.
O Campeonato Paulista representa o legado de Charles Miller para o esporte britânico e que se tornou esporte nacional do Brasil. Ele é disputado entre as equipes de futebol do Estado Paulista e organizado pela FPF.
Em 1902 havia apenas dez equipes disputando o título, e nenhuma delas sendo de fora da capital. Outras equipes foram filiadas com o passar dos anos, pois as cidades do interior como Jundiaí, Campinas, Piracicaba, Americana, Limeira, Rio Claro, Araraquara, São Carlos, São José do Rio Preto dentre  outras, que também possuíam clubes desde o começo do século XX, que se interessavam em participar de campeonatos, e então outras divisões foram sendo criadas para comportá-los, entre elas o Campeonato Paulista do Interior de Futebol que começou com a APEA e continuado pelo Campeonato Paulista Amador de Futebol pela FPF.
Atualmente, o Campeonato Paulista conta com quatro divisões profissionais, sendo elas A1, A2 e A3, com 16 times, e Segunda Divisão com o máximo de 48 times e conta com equipes de todas as regiões do Estado de São Paulo.
Logo após o Campeonato Paulista, é realizado também um torneio disputado entre o 5.º ao 8.º colocados, para definir o Campeão Paulista do Interior. Neste torneio, alguns clubes não poderão participar. São eles os clubes da capital paulista (Corinthians, Palmeiras, Portuguesa, São Paulo,Juventus e Santos). Caso um desses times estiver nessa faixa de classificação, a vaga será aberta ao 9.º colocado. Caso haja dois a vaga será aberta para o 9.º e o 10.º colocados, e assim, sucessivamente.
Há também a Copa Paulista de Futebol, que é disputada pelos clubes pertencente as divisões A1, A2 e A3, que ficam fora do Campeonato Brasileiro de Futebol; disputado após o término do Campeonato Paulista. Tem direito a participar da Copa, até 32 clubes; sendo que as vagas são asseguradas da seguinte forma: os 12 primeiros classificados da Série A1, os 11 primeiros classificados da Série A2, os 9 primeiros classificados da Série A3. Em caso de desistência, preenche a vaga o clube na classificação subsequente.

## Clubes campeões doCampeonato Paulista
- Corinthians 30
- Palmeiras e Santos 22
- São Paulo 21 + 1
- Portuguesa 3
- Ituano 2
- São Caetano, Bragantino e Inter de Limeira 1

## Participações destacadas no Campeonato Brasileiro e na Copa do Brasil
- Atualizado até o final do ano de 2018.

Campeonato Brasileiro de Futebol - Série A
| Clube       | Títulos | Vices | 3º | 4º | Edições em que foi campeão                                  | Edições em que foi vice                   | Edições em que foi 3º   | Edições em que foi 4º                     |
| Palmeiras   | 10      | 4     | 0  | 7  | 1960, 1967, 1967, 1969, 1972, 1973, 1993, 1994, 2016 e 2018 | 1970, 1978, 1997 e 2017                   | —                       | 1964, 1965, 1968, 1979, 2004, 2005 e 2008 |
| Santos      | 8       | 7     | 3  | 1  | 1961, 1962, 1963, 1964, 1965, 1968, 2002 e 2004             | 1959, 1966, 1983, 1995, 2003, 2007 e 2016 | 1974, 1998 e 2017       | 2006                                      |
| Corinthians | 7       | 3     | 4  | 5  | 1990, 1998, 1999, 2005, 2011, 2015 e 2017                   | 1976, 1994 e 2002                         | 1967, 1969, 1993 e 2010 | 1971, 1972, 1982, 1984 e 2014             |
| São Paulo   | 6       | 6     | 3  | 4  | 1977, 1986, 1991, 2006, 2007 e 2008                         | 1971, 1973, 1981, 1989, 1990 e 2014       | 2003, 2004 e 2009       | 1993, 1999, 2012 e 2015                   |
| Guarani     | 1       | 2     | 2  | 0  | 1978                                                        | 1986 e 1987                               | 1982 e 1994             | —                                         |
| São Caetano | 0       | 2     | 0  | 1  | —                                                           | 2000 e 2001                               | —                       | 2003                                      |
| Bragantino  | 0       | 1     | 0  | 1  | —                                                           | 1991                                      | —                       | 1992                                      |
| Portuguesa  | 0       | 1     | 0  | 1  | —                                                           | 1996                                      | —                       | 1998                                      |
| Ponte Preta | 0       | 0     | 1  | 0  | —                                                           | —                                         | 1981                    | —                                         |